# Iso-Vekuna
Iso-Vekuna är en ö i Finland. Den ligger i sjön Kukkia och i kommunen Pälkäne i den ekonomiska regionen Tammerfors och landskapet Birkaland, i den södra delen av landet, 130 km norr om huvudstaden Helsingfors. Öns area är 61 hektar och dess största längd är 1,5 kilometer i nord-sydlig riktning.